# دومينيك فرنانديز
دومينيك فرنانديز (بالفرنسية: Dominique Fernandez)‏ هو كاتب فرنسي، ولد في 25 أغسطس 1929 في نويي-سور-سين في فرنسا.

## وصلات خارجية
- دومينيك فرنانديز على موقع ميوزك برينز (الإنجليزية)